# Confederate Army of the Northwest
Het Army of the Northwest was een leger van de Geconfedereerde Staten van Amerika tijdens de Amerikaanse Burgeroorlog dat voornamelijk in de eerste maanden van het conflict bestond.
Op 8 juni 1861 werd het Army of the Northwest ingezet in het noordwesten van West Virginia onder leiding van brigadegeneraal Robert S. Garnett. In de vroege zomer van 1861 leverde zijn leger strijd met de Noordelijke eenheden onder leiding van generaal-majoor George B. McClellan uit het Departement of the Ohio. Het Army of the Northwest werd verslagen bij Rich Mountain. Tijdens een achtervolging sneuvelde Garnett bij Corrick's Ford  op 13 juli 1861.
Na het overlijden van Garnett nam brigadegeneraal Henry R. Jackson kort het bevel over tot brigadegeneraal William W. Loring arriveerde op 20 juli. Loring bleef aan het hoofd van het leger staan tot in november van dat jaar. Toen werden de drie brigades van het Army of the Northwest omgevormd tot een divisie waarbij ze dezelfde naam behielden. Het werd toegevoegd aan Stonewall Jacksons eenheid die zich klaarmaakte voor de Romney-expeditie. Het leger werd ontbonden op 9 februari 1862.
Een afzonderlijke eenheid onder leiding van brigadegeneraal Edward Johnson, die in het noordwesten van de Shenandoahvallei opereerde, werd ook het "Army of the Northwest" genoemd. Na de Slag bij Kamp Allegheney werd deze strijdmacht herdoopt tot het "Army of the Allegheny".